# José-Antonio Alvez
Pour les articles homonymes, voir Alvez.
José-Antonio Alvez est un trafiquant portugais d'esclaves du XIXe siècle. 

## Biographie
D'origine angolaise, né à Dondo (Kwanza) vers 1820, Alvez, de son réel nom Kenndélé (ou Kendele, Kenuedélé), devient un agent des courtiers d'esclaves dès 1850. Traitant, il fonde des comptoirs d'esclaves à Cambambe, Bié et Cassange. En 1874, il rencontre Verney Lovett Cameron et le guide de Kilamba au lac Kisale (1875). Avec le trafiquant Lourenço da Souza Coïmbra, il organise d'importantes razzias
Sa trace se perd après 1877. 
Jules Verne en fait un des personnages de son roman Un capitaine de quinze ans. Negoro est un de ses agents et c'est Alvez qui achète Austin, Bat, Actéon et Tom et les revend. Il réclame aussi la mort de Dick Sand et apprend à Mrs Weldon le décès de David Livingstone. 